# メンテナンス・コシバ
株式会社メンテナンス・コシバは、奈良県橿原市に本社を置く、奈良県及び千葉県トラック協会、日本陸送協会に所属する輸送関連企業である。

## 会社概要
- 日本国内の災害による自力で走行不能となった不動自動車の運送を全国的に行っなている。
- 京都、泉大津、奈良、なにわで、46組の回送運行許可を取得し、全国のトラック販売業者やトラックメーカーから依頼を受け輸送を行っている。

### 回送運行許可番号標
46組

### 車輌台数
42輌（奈良運輸支局）
8輌（千葉運輸支局）
合計50輌

### 営業所
- 本社：奈良県橿原市飯高町190番地の1
- 橿原営業所：奈良県橿原市飯高町190番地の1
- 郡山営業所：奈良県大和郡山市筒井町967-1
- 関東営業所：千葉県市原市潤井戸716
- 大阪ストックヤード：大阪府泉大津市夕凪町10-2-15
- 名古屋ストックヤード：愛知県弥富市楠3-27　タウ名古屋ヤード内

### 取引銀行
- 南都銀行　橿原支店
- 商工中金　奈良支店
- 紀陽銀行　高田支店
- 三井住友銀行　奈良支店
- 奈良中央信用金庫　ますが支店

### 損害保険
- 損保ジャパン日本興亜

### グループ会社
- 株式会社中谷商事
- 株式会社アス・ベース
- 株式会社コジマLine
- 株式会社亀内陸送

### 加盟団体
- 奈良県トラック協会(理事）
- 奈良県トラック協会橿原支部(副支部長）
- 千葉県トラック協会
- 日本陸送協会
- 橿原市商工会議所
- 全国労働者共済生活共同組合連合会
- 双助会(関西地区総代)
- 奈良日野安全協力会（会長）
- サーチ事業開発協同組合

### 地域協賛企業
- 奈良クラブ
- ポルベニル飛鳥

### 許可番号等
- 一般貨物自動車運送事業許可番号　近運貨振第630号
- 近畿運輸局許可事業者番号第2-00088号(陸送)
- 一般貨物自動車運送事業許可番号　近運貨第二3025号(運送)
- 一般貨物自動車運送事業許可番号　大運第二2298号(運送)
- 特定労働者派遣事業　特29-300114
- Ｈ２９年度安全優良事業所認定番号2103533（H19年取得）
- 産業廃棄物収集運搬業許可番号　第02903158564号（奈良県）
- 産業廃棄物収集運搬業許可番号　第02700158564号（大阪府）
- 古物商許可番号　第641090001136号
- Gマーク安全認定　本社・関西営業所　認定番号2807260
- Gマーク安全認定　関東営業所　　　　認定番号1992906